# Silberleithe

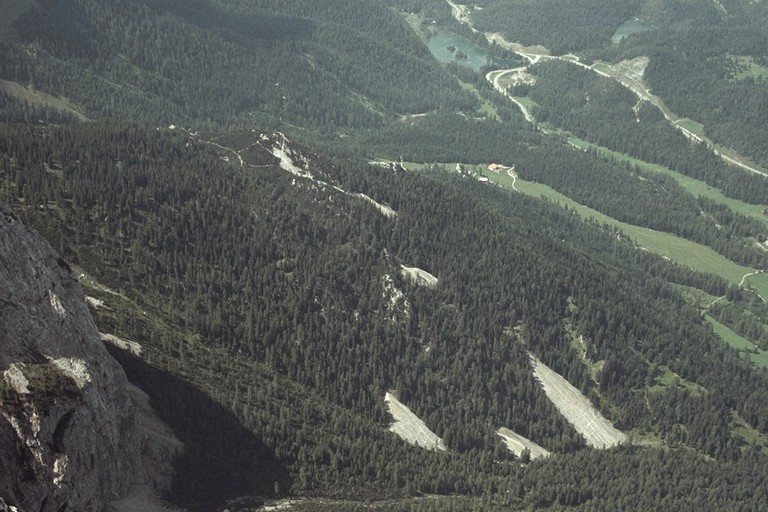
Blick auf die Silberleithe

Die Biberwierer Silberleithe ist ein Teil des westlichen Mieminger Gebirges in Tirol, an der ab dem Ende des 15. Jahrhunderts ein Bergbau auf Silber, Blei und Zink bestand. Die höchste Erhebung der Silberleithe ist der 1642 m ü. A. hoch gelegene Schachtkopf. Von den Förderzahlen her hatte sie nie die Bedeutung anderer Tiroler Silberbergbaue. Jedoch lassen die Namen der Gewerken darauf schließen, dass über einen langen Zeitraum ausreichende Mengen an Erz gewonnen wurden.
Die ersten Abbautätigkeiten lassen sich bis ans Ende des 15. Jahrhunderts zurückverfolgen. Erst im Jahr 1921 findet der letzte Erzabbau an der Silberleithe statt.

## Geologische Verhältnisse
Die Silberleithe liegt in einem geologisch besonders interessanten Gebiet. Zwischen Sonnenspitze, Wetterstein und Daniel treffen drei Gesteinseinheiten aufeinander, die im Verlauf der Gebirgsbildung übereinander gestapelt wurden und heute nah nebeneinander aufgeschlossen sind. Die Silberleithe liegt in einem dieser Deckenstapel: der Inntaldecke. Fast alle Gesteine des Mieminger Gebirges entstanden einstmals am Meeresboden und bestehen aus Kalkstein und dessen Umwandlungsprodukt, dem Dolomitstein. Daneben finden sich Sandsteine, Tonsteine, Hornsteine, Rauhwacken und vulkanische Tuffe. Eine detaillierte Beschreibung findet sich im Artikel Mieminger Gebirge.

## Gewerken an der Silberleithe
Eine Liste der ehemaligen Besitzer (Gewerken) der Silberleithe ist ein Spiegel der bedeutenden adeligen Familien Tirols und wichtiger Industrieller und Bankiers aus dem deutschsprachigen Raum. Dies spiegelt die zeitweilige Bedeutung des Bergbaus an der Silberleithe wider.

## Erzminerale
Die wichtigsten Erzminerale waren Bleiglanz, Zinkblende und das Mineralgemenge Galmei. Daneben kamen als Gangminerale Calcit und Dolomit vor. Als Seltenheit findet sich das Vanadiummineral Descloizit in dünnen Überzügen auf dem Wettersteinkalk.

## Gewerken an der Silberleithe (Liste)
In Klammern die Jahre, an denen die Gewerken Kuxe innehatten (Jahre nicht immer exakt).
- B. Simons & Co (1883–1950)
- Bandmann, Christian Eduard, Dr. (1861–1950)
- Bankhaus Ephraim Meyer & Sohn (1861–1882)
- Bayerthal, Hedwig (1883–1950)
- Boehringer, Albert (1883–1950)
- Boehringer, Ernst (1883–1950)
- Boehringer, Mathilde (1883–1950)
- Boscarolli, Maria, geb. Habtmann (1861–1882)
- Braun, Luise, geb Nisbett etc. (1883–1950)
- Braun, Luise, gesetzliche Erben etc. (1883–1950)
- Braun, Max (1861–1950)
- Bukeisen, August (1861–1882)
- Bukeisen, Emilia (1861–1882)
- Bukeisen, Friedrich (1861–1882)
- C. Kulmiz Gesellschaft m b. H. (1883–1950)
- Cunze, Dietrich, Dr. (1883–1950)
- Dureger, Ludwig, Dr. (1861–1882)
- Enzenberg zum Freyen- und Jöchelsthurn, Arthur Graf von, Erben (1861–1882)
- Enzenberg, Franz Graf von (1861–1882)
- Enzenberg, Ottilie Gräfin von, geb. Gräfin von Tannenberg Freifrau von Tratzberg (1861–1882)
- Ephraim Meyer & Sohn (1883–1950)
- Fürstenwärther, Karl Freiherr von (1861–1882)
- Fürstenwärther, Krescenz Freifrau von, geb. Gräfin von Lodron (1861–1882)
- Gaberle, Therese, geb. von Martini (1861–1882)
- Gemeinde Reutte (1883–1950)
- Gewerkschaft in unione (1883–1950)
- Grundmann, Friedrich Wilhelm[1] (1861–1950)
- Habtmann, Georg (1861–1882)
- Habtmann, Josef (1861–1882)
- Habtmanns, Ditta Franz Josef Eidam (1861–1882)
- Hammacher, Carl von (1883–1950)
- Hammacher, Friedrich Karl von (1883–1950)
- Hammacher, Friedrich, Dr. jur (1861–1950)
- Hammerschmidt, Karolina, geb. Soennecken (1883–1950)
- Hammerschmidt, Wilhelm, Dr. (1883–1950)
- Heiliger, Ernst (1883–1950)
- Hirschsprung, K.O.M. (1883–1950)
- Hübner, Arthur (1883–1950)
- In der Maur von Freyfeld zu Strelberg, Karl[2] (1861–1882)
- Joel, Otto (1883–1950)
- Kapferer, Josef, Dr. jur. (1861–1882)
- Kapferer, Martin (1861–1882)
- Kapferer, Maximilian Thomas (1861–1882)
- Kirchner, Hans, Dr. (1883–1950)
- Kulmiz, Paul von, Dr. (1861–1895)
- Ledermann, Wilhelm (1883–1950)
- Leiffmann, Moritz, und Erben (1883–1950)
- Lepuschitz, Elise, geb. Gräfin von Lodron (1861–1882)
- Lodron, Albert Graf zu, mdj. (1861–1882)
- Lodron, Alois Graf von (1861–1882)
- Lodron, Karl Graf von (1861–1882)
- Lodron, Marianne Gräfin, geb. Gräfin von Platz (1861–1882)
- Lodron-Laterano, Caspar Graf zu (1861–1882)
- Lohmann, Hugo (1883–1950)
- Luterotti, Sofie von, geb. von Wörz (1861–1882)
- Malitsch, Klara, geb. von Indermauer (1861–1882)
- Martini, Karl Ritter von (1861–1882)
- Martini, Luise von, geb. Meyer (1861–1882)
- Mayr, Josef (1861–1882)
- Müller, Germann (1883–1950)
- Müller, Helena, geb. von Martini (1861–1882)
- Ottenthal, Anna von, geb. Habtmann (1861–1882)
- Ottenthal, Anna von, geb. Habtmann resp. deren Erben (1861–1882)
- Ottenthal, Antonia von, geb. Habtmann (1861–1882)
- Pfarrkirche in Sterzing (1861–1882)
- Rambaldi, Karl Graf von (1883–1950)
- Reh, Adolf (1881–1950)
- Reh, Liane (1883–1950)
- Scheven, Charlotte von, geb. Utz (1892–1968)
- Scheven, Hans Erich von (1883–1950)
- Schiff, Julius (1861–1950)
- Schmidt, Werner, Dr. (1883–1950)
- Schneller, Franziska (1861–1882)
- Schneller, Maria (1861–1882)
- Schneller, Maria Anna Magdalena, geb. Kapferer (1861–1882)
- Schulte, Eduard (1883–1950)
- Simons, Carl Wilhelm (1883–1950)
- Simons, Herbert, Dr.-Ing. (1883–1950)
- Simons, Michael (1861–1950)
- Spiegelfeld, Otto Freiherr von (1861–1882)
- Staerker, Walther (1883–1950)
- Stärker, Emil, Dr. med (1883–1950)
- Steiger, Franziska, geb. Bukeisen (1861–1882)
- Teuchner, Anna, geb Tschurtschenthaler (1861–1882)
- Treutler, Clara von, geb. Alberti etc. (1883–1950)
- Treutler, Oswald (1861–1950)
- Tschurtschenthaler, Alois (1861–1882)
- Tschurtschenthaler, Aloisia (1861–1882)
- Tschurtschenthaler, Henriette (1861–1882)
- Tschurtschenthaler, Johann, Dr. jur. (1861–1882)
- Tschurtschenthaler, Josef (1861–1882)
- Tschurtschenthaler, Karolina (1861–1882)
- Tschurtschenthaler, Ludwig (1861–1882)
- Tschurtschenthaler, Viktor (1861–1882)
- Wörz, Alois Ritter von (1861–1882)
- Wörz, Alois Ritter von, Erben (1861–1882)
- Wörz, Babette von (1861–1882)